# Un anneau pour l'éternité
Un anneau pour l'éternité (Eternity Ring) est un roman policier écrit par l'écrivaine britannique Patricia Wentworth en 1948. 
Ce roman est d'abord paru en France sous le titre Le Hallier du pendu, à la Librairie des Champs-Élysées, dans la collection Le Masque au no 675 en 1960, dans une traduction de Perrine Vernay, puis sous son titre actuel dans une nouvelle traduction d'Hélène Macliar aux éditions 10/18, le 1er janvier 1995, dans la collection Grands Détectives no 2575.

## Résumé
Un soir, alors qu'elle fait une promenade dans le bois de Dean Man's Copse, Mary Strokes découvre le corps d'une jeune femme enveloppée dans un manteau noir, sans chapeau, mais avec à l'oreille un anneau sertie de pierres précieuses, symbole de la pérennité des liens du mariage. Mary alerte immédiatement la police. Or, lorsqu'elle revient sur les lieux en compagnie du Sergent Abbott, le corps a disparu. Si les autorités doutent bientôt du témoignage de Mary, Miss Silver est certaine de sa bonne foi, et elle entend le démontrer.